# Província d'Esfahan

Comtats d'Esfahan

La província d'Esfahan (persa: استان اصفهان, Ostān-e Esfahān) és una divisió administrativa de l'Iran al centre del país amb capital a la ciutat d'Esfahan.
La superfície és de 107.027 km² i la població (2006) de 4.559.256 habitants.

## Divisió administrativa
Estava dividida en 20 comtats el 2002.
- Aran va Bidgol
- Ardestan (Ardistan)
- Borkhar va Meymeh (Barkhovar i Meymeh)
- Chadegan
- Esfahan
- Falavarjan
- Fereydan (Faridan)
- Fereydunshahr
- Golpayegan
- Kashan
- Khansar
- Khomeini Shahr
- Lanjan
- Mobarakeh
- Najaf Abad
- Natanz
- Nayin (o Nain)
- Semirom (Semiron i/o Dehaghan)
- Shahreza
- Tiran va Karvan

Té a més a més 18 municipis, 67 ciutats i 2470 pobles.

## Història
S'han trobat a la zona artefactes del Paleolític, Mesolític, Neolític, edat del Bronze i edat del Ferro.
El territori d'Esfahan fou part del regne d'Elam. Després fou una de les principals ciutats de Mèdia amb el nom d'Aspandana. Dels medes va passar als perses aquemènides, d'aquests als grecs macedonis sota Alexandre el Gran, i després fou part del regne asiàtic d'Antígon el Borni i de Seleuc i l'Imperi Selèucida; dels selèucides va passar a mans dels parts arsàcides i fou el centre d'una important província.
Els arsàcides foren eliminats pels perses sassànides sota els quals fou governada pels anomenats "espuhrans", o membres de les set grans famílies de l'imperi. En aquest tremps fou un centre militar amb poderoses fortificacions; hi havia un nombre rellevant de jueus i cristians en l'època sassànida. En aquest temps el territori estava format per tres ustans, 30 rustaks, 120 fassudjs, 5000 pobles i 7 viles. D'aquestes darreres quatre van quedar arruïnades abans de la invasió àrab i al segle vii, abans de l'arribada dels musulmans, la província tenia 2 kuras, 27 rustaks i 3313 pobles; la invasió àrab va suposar la ruïna de dues de les tres viles que restaven a la província i només va quedar Djay. Sota Harun al-Rashid la regió de Qom amb 4 rustadks, en fou segregada però se li van afegir a la província Hamadan i Nihawand; llavors la província tenia 19 rustaks, una kura i 2500 pobles.
Sota els mongols formaven la província tres viles principals: Esfahan, Firuzan i Farifan i la formaven 8 buluks amb uns 400 pobles (Djay amb Esfahan i 75 pobles, Kararidj amb 23 pobles, Juhab amb 40 pobles, Baraan amb 80 pobles, Rudasht amb 60 pobles; Burkhwat amb 32 pobles, Marbin amb 58 pobles; i Lindjan amb 20).
Al segle xix formava una província dividida en 9 buluks (els mateixos 8 que a l'època mongola i a més el de Karvan. Hi havia 8 mallals: Rar, Kiyar, Mizdadj, Ganduman (els quatre formaven la comarca de Cahar Mahall), Simirum, Djarkuka, Ardistan i Kuhpaya; dos kasabes, Nadjadabad i Kumisha; i cinc nàhiyes, Chadagan, Varsak, Turkhmaklu, Gurdji i Chinarud (formant en conjunt la comarca de Firaydan).
Sota Rida Shah fou un sharistan o subprovíncia de la província X de la que formaven part els sharistans de Shahr-e Kurd, Shahrida, Firaydan, Yadz, Ardistan i Nain. El 1941/1942 tenia 240.598 habitants i el 1956/1957 eren 330.027, inclosa la ciutat d'Esfahan.
Fortaleses històriques de la província són: Atashgah, Sarooyieh, Tabarok, Kohan Dej, Gardez o Gardiz (i altres menors). Les més antigues són Ghal'eh Sefeed i Tamijan. A Abyaneh hi ha ruïnes sassànides. Als segles XVII i XVIII la ciutat d'Esfahan va esdevenir capital de la Pèrsia safàvida, i Kashan la residència de vacances.

## Nota
1. ↑  a la wikipèdia en alemany són 21; divideix Aran i Bigdol en dos, i apareixen Anarak i Shahr-e-Hana que podrien ser comtats creats després del 2002 però no apareixen Chadegan, i Tiran i Karvan; a la wikipèdia en anglès són també 21, amb dos comtats de Semiron (Alt i Baix) i el d'Anarak, possibles comtats nous, i repetició segurament errònia de Khomeini Shahr, però manquen Chadegan, i Tiran i Karvan. Es podrian haver creat nous comtats i suprimit algun existent després de 2002. Chadegan i Tiran i Karvan no existien el 1996